# Irigilla nypsiusalis
Irigilla nypsiusalis är en fjärilsart som beskrevs av Walker 1859. Irigilla nypsiusalis ingår i släktet Irigilla och familjen Crambidae. Inga underarter finns listade i Catalogue of Life.